# Ленинское (Тамбовская область)
Ле́нинское — село в Кирсановском районе Тамбовской области, образует Ленинский сельсовет.

## История
Село Ленинское — бывшая «Ирская коммуна», в дальнейшем коммуна им. В. И. Ленина, образованная в 1922 году прибывшими реэмигрантами из Америки и Австралии в поместье княгини Оболенской.
Организованная коммуна была многонациональной, прибывшие привезли с собой тракторы, сеялки, молотилки и передовые технологии обработки земли и разведения скота. Первым председателем коммуны стал Богданов Карп Григорьевич.
В 1928 году в коммуну была принята артель по совместной обработки земли «Колония», а в 1929 году Коммуна «Вперёд», находившаяся в соседнем селе Ира. В 1924 году коммуна начала носить имя В. И Ленина. По своему уставу Коммуна проработала до 1937 года. В 1938 году она была реорганизована в колхоз имени Ленина.
В 1938—1950 гг. происходит большой подъём сельскохозяйственного производства. На базе хозяйства была выведена местная порода крупно-рогатого скота — красная тамбовская, выращивались тяжеловозы и орловская рысистая. Коней рысистой породы поставляли в конницу С. М. Будённого. Сам комдив тоже бывал в хозяйстве. Многие передовики хозяйства стали участниками сельскохозяйственной выставки в г. Москве, а председатель колхоза Фокин П. Н. в 1947 году был награждён «Большой золотой медалью ВСХВ» и автомобилем. В 1940 году за высокие достижения в сельскохозяйственном производстве колхоз имени Ленина был награждён Орденом «Знак Почёта». Лучшие люди хозяйства были награждены орденами и медалями. Орден Ленина получили в 1936 году Богданов К. Г. — первый председатель коммуны, Григоренко Б. Ф. — заведующий молочной фермы, Кригер М. С. — телятница, Деребизов В. С. — главный ветврач.
Большой вклад внесли труженики Ленинского сельсовета в сбор средств для формирования танковой колонны «Тамбовский колхозник». Большое количество мужчин и женщин сражались на фронтах Великой Отечественной войны, более 700 человек не вернулись с фронта, пав в боях при защите Отечества.
После войны производство продолжало расти, имелись подсобные цеха — сырный цех, мельница с маслобойкой, столярная мастерская, винный цех с соковым цехом, сад, огород, кирпичный завод. Показатели по-прежнему были высокие и в этом была большая заслуга Фокина Павла Николаевича, который с 1943 года 26 лет возглавлял колхоз имени Ленина. Под его руководством новая группа тружеников села была награждена. Сам Фокин П. Н. был награждён Орденом Ленина, аналогичную награду получила телятница Можарова Матрёна Григорьевна, которая позже стала Героем Социалистического труда, второй Орден Ленина получил Деребизов В. С. — ветврач хозяйства. Орденом Трудового Красного Знамени были награждены Моцук Ф. Е. — полевод, Семёнова А. Д. — телятница награждалась этим орденом дважды, Злобин В. М. — механизатор, Жеребцова Т. А. — телятница. Уже в 80 годы плеяда орденоносцев пополнилась ещё большей группой тружеников. За долгий добросовестный труд агроном хозяйства Курганов А. А. имеет звание «Заслуженный агроном РФ», главный инженер Подковырин И. Г. звание «Заслуженный работник сельского хозяйства РФ». В память о Фокине П. Н. на правлении колхоза установлена памятная доска.

## Население
| 2010 |
| ---- |
| 977  |

## Экономика
Сельское хозяйство. Бывший колхоз имени Ленина реорганизован в открытое акционерное общество «Ленинское».

## Культура
Дом культуры
Музей
В селе в 1967 году был создан и по настоящее время существует народный музей, на стендах которого отражена история села с его образования от коммуны 1922 года и по настоящее время. Главным организатором и хранителем музея была местная жительница, учитель истории Ленинской школы Желудкова Мария Николаевна. Она была одной из первых учениц Ленинской школы ещё при коммуне, затем сама стала учительницей и вся история села проходила у неё на глазах. Всю свою жизнь она посвятила сбору и систематизации собранных материалов.
В советские времена образцово-показательный колхоз имени Ленина входил в сеть туристических маршрутов, поэтому в селе побывали тысячи людей, в том числе иностранных туристов, а встречала их в музее Мария Николаевна. Она была ветераном труда, заслуженным работником просвещения. В 2001 году Желудковой М. Н. не стало, но благодарные ей ученики и односельчане увековечили память о ней памятной плитой, установленной на Ленинской средней школе.

## Образование
Ленинская средняя школа построена в 1954 году местным архитектором и инженером-строителем Джованни Фанфарони. В школе проводится большая работа по патриотическому воспитанию, созданы организации «Голубые береты», «Патриоты». Школьная организация носит имя Александра Полякова — выпускника Ленинской школы 1979 года, который погиб в Афганистане в 1984 году, совершив подвиг, спасая товарищей, посмертно он награждён Орденом Красной Звезды. В память о нём стоит памятная плита у стен Ленинской школы. Ещё один выпускник школы Сергей Александрович Злобин погиб в Чечне. Ленинская школа имеет хорошие показатели в успеваемости и неоднократно становилась лучшей школой района.